# マックス (石鹸メーカー)
株式会社 マックス（英称：MAX Co.,Ltd.）は、大阪府八尾市に本社を置く、石鹸の製造販売をおこなう企業である。1905年創業。

## 会社概要
関西を地盤とする石鹸メーカーの一つ。大手である牛乳石鹸やニッサン石鹸のように全国的な知名度こそないものの、小さいメーカーながら高品質性を重視した製品が多い。また有名ブランドのOEMによる製造もおこなっている。
近年では、体臭・汗臭予防にタンニンを配合した「薬用柿渋石鹸シリーズ」がインターネット上で評判となっており、またこのシリーズの一つにあたる「太陽のさち」は、MBSラジオでラジオCMが放送されている（ウェブ上でも視聴可能）。